# Бурджанадзе, Николай Георгиевич
Николай Георгиевич Бурджанадзе (1918 год, село Обча, Кутаисский уезд, Кутаисская губерния — неизвестно, село Обча, Маяковский район, Грузинская ССР) — звеньевой колхоза имени Димитрова Маяковского района, Грузинская ССР. Герой Социалистического Труда (1949).

## Биография
Родился в 1918 году (по другим сведениям — в 1914 году) в крестьянской семье в селе Обча Кутаисского уезда. После окончания сельской школы трудился в местном колхозе до мобилизации в Красную Армию. Участвовал в Великой Отечественной войне. После демобилизации возвратился на родину и продолжил трудиться рядовым колхозником, звеньевым виноградарей в колхозе имени Димитрова Маяковского района (сегодня — Багдатский муниципалитет).
В 1948 году звено под его руководством собрало в среднем с каждого гектара по 102,2 центнера винограда на площади в 3 гектара. Указом Президиума Верховного Совета СССР от 9 августа 1949 года удостоен звания Героя Социалистического Труда за «получение высоких урожаев винограда в 1948 году» с вручением ордена Ленина и золотой медали «Серп и Молот» (№ 4302).
После выхода на пенсию проживал в родном селе Обча Маяковского района. Дата смерти не установлена.
Награды
- Герой Социалистического Труда
- Орден Ленина
- Орден Отечественной войны 2 степени (11.03.1985)